# Белая башня (Арвайлер)
Белая башня (нем. Weißer Turm) — бывшая укреплённая жилая башня феодала второй половины XIII века в центре Арвайлера (район города Бад-Нойенар-Арвайлер, земля Рейнланд-Пфальц, Германия), являющаяся памятником архитектуры.

## История
Белая башня готического стиля является старейшим зданием городка Арвайлер. Принадлежала старинному прюмскому дворянскому лену и впоследствии довольно часто меняла своих хозяев.
После 1689 года здание приобрел католический монастырь из Штайнфельда (монахи-премонстранты), который устроил здесь своё управление виноградниками Арвайлера. По-видимому, именно с этого времени башня получила своё название, поскольку монахи-премонстранты носили белые облачения. Раньше башня имела другое название — Штаффелерская (Staffeler Turm).
Около 1700 года башня перешла в собственность дворян Штайн-Калленфельзских, устроивших её значительную перестройку.
В XIX веке башня перешла в собственность Арвайлера и в ней в 1907 году был открыт краеведческий музей, экспозиции которого посвящались истории города и долины реки Ар. В 1993 году, после обширной реставрации и обновления экспозиции, в Белой башне открылся современный музей города Бад-Нойенар-Арвайлера.

## Архитектура
Здание представляет собой трёхэтажную оштукатуренную белую четырёхугольную башню из щебня с прямоугольными окнами, последний раз прорезанными около 1700 года. Крыша колокольного вида в стиле барокко сооружена в 1668 году. В XVIII веке премонстранты произвели достройку: с западной стороны соорудили двухэтажной здание с мансардой под крышей. В нём до сих пор находится часовня, освящённая в честь преподобного Германа Йозефа Штайнфельдского.